# Epepeotes birmanus
Epepeotes birmanus là một loài bọ cánh cứng trong họ Cerambycidae.